# Strongygaster californica
Strongygaster californica là một loài ruồi trong họ Tachinidae.